# Henry Jonsson
Pour les articles homonymes, voir Jonsson.
Henry John Jonsson, né le 12 mai 1912 à Håsjö dans le Jämtland et décédé le 9 mars 2001 à Stockholm, était un athlète suédois, spécialiste des courses de demi-fond. Après 1940, il courait sous le nom de Henry Kälarne.
Il a représenté la Suède aux Jeux olympiques d'été de 1936 à Berlin, remportant la médaille de bronze sur 5 000 mètres. Deux ans plus tard, il devenait vice-champion d'Europe sur cette distance à Paris.

## Palmarès

### Jeux olympiques d'été
- Jeux olympiques d'été de 1936 à Berlin ( Allemagne)
  -  Médaille de bronze sur 5 000 m

### Championnats d'Europe d'athlétisme
- Championnats d'Europe d'athlétisme de 1938 à Paris ( France)
  -  Médaille d'argent sur 5 000 m

## Sources
- (en) Cet article est partiellement ou en totalité issu de l’article de Wikipédia en anglais intitulé « Henry Jonsson » (voir la liste des auteurs).